# Neogea egregia
Espèce
Synonymes
- Araneus egregius Kulczyński, 1911

Neogea egregia est une espèce d'araignées aranéomorphes de la famille des Araneidae.

## Distribution
Cette espèce est endémique de Nouvelle-Guinée. Elle se rencontre en Indonésie en Nouvelle-Guinée occidentale à Napan et en Papouasie-Nouvelle-Guinée dans la province de Morobe.

## Publication originale
- Kulczyński, 1911 : Spinnen aus Nord-Neu-Guinea. Nova Guinea. Résultats de l'expédition Scientifique néerlandaise a la Nouvelle-Guinée en 1903 sous les auspices d'Arthur Wichmann. Leiden, Zool., vol. 3, no 4, p. 423-518.